# الواحدية (بني سعد)

تعديل مصدري - تعديل

الواحدية هي إحدى قرى عزلة دير الشريف بمديرية بني سعد التابعة لمحافظة المحويت، بلغ تعداد سكانها 19 نسمة حسب تعداد اليمن لعام 2004.